# カウリ・オリヴェイラ・ソウザ
カウリ・オリヴェイラ・ソウザ（Cauly Oliveira Souza , 1995年9月15日 - ）は、ブラジル・バイーア州ポルト・セグーロ出身のプロサッカー選手。ポジションはMF。

## 来歴
1995年にブラジルのバイーア州で生まれ、2000年代に渡独し、ボンやケルンなどで過ごす。ケルンの小さなチームでユース時代を過ごし、2010年に1.FCケルンのユースチームに入団。しかし、プロ契約までには至らず、2014年に3部リーグのSCフォルトゥナ・ケルンに入団。同チームで3年間プレーし、2017年にMSVデュースブルクに移籍。今度は2部リーグで2年間プレーし、55試合10得点を記録するも、2018-19シーズンはリーグ18位に終わり、3部降格となった。
2019年6月4日、SCパーダーボルン07と2年契約を結び、初のブンデスリーガでのプレーが実現。8月31日のVfLヴォルフスブルク戦で、ブンデスリーガ初ゴールを決めた
2020年1月13日、PFCルドゴレツ・ラズグラドに移籍した。

## 人物
- 少年時代は、ロナウドやロナウジーニョに憧れていたという。
- ブラジル出身ながら、ドイツでの生活が10年以上を経過していることもあり、ドイツへの国籍変更 (帰化) も可能になっている。